# Leah LaBelle
Leah LaBelle Vladowski, mer känd som Leah LaBelle, född 8 september 1986 i Toronto, Ontario och uppvuxen i Seattle, Washington, död 31 januari 2018 i Los Angeles, Kalifornien (i en bilolycka), var en amerikansk sångerska. Hon deltog år 2004 i den tredje säsongen av American Idol där hon kom på en tolfteplats och efter detta så började hon på Berklee College of Music där hon gjorde en demo tillsammans med Andreao Heard. Därefter flyttade hon till Los Angeles där hon bland annat gjorde covers på sin Youtubekanal samt att hon även körade bakom Keri Hilson.
Den 31 januari 2018 var LaBelle och hennes pojkvän Rasual Butler med om en bilolycka i stadsdelen Studio City i Los Angeles där de bägge två omedelbart omkom. Butler hade då kört över två eller tre gånger över begränsad hastighet precis innan olyckan skedde samt att han enligt obduktionen bland annat även hade alkohol, metamfetamin, oxikodon och marijuana i kroppen.